# (21952) Terry
(21952) Terry (1999 VD165) – planetoida z pasa głównego asteroid okrążająca Słońce w ciągu 3,89 lat w średniej odległości 2,47 j.a. Odkryta 14 listopada 1999 roku.